# گیله‌وا
گیله‌وا (ISSN 1023-8735) دوماه‌نامه‌ای است در خصوص مسایل گیلان‌شناسی و مطالعات مربوط به استان‌های شمالی گیلان و مازندران (گیلماز) که از سال ۱۳۷۰ در رشت منتشر می‌شود. اولویت موضوع در آن گیلان، ادبیات گیلکی، مردم‌شناسی و زبان‌شناسی مردم شمال ایران است.محمدتقی پوراحمد جکتاجی صاحب امتیاز و مدیر مسؤول آن و هوشنگ عباسی سردبیر آن بود و از شماره ۱۱۵ برای مدتی سردبیری آن بر عهده هادی میرزانژاد قرار گرفت. تا کنون بیش از ۱۳۷ شماره از این نشریه منتشر شده‌است و علی‌رغم تغیر نگرش برخی از مخاطبان به مطبوعات چاپی و فراگیر شدن نشریات آنلاین، این مجله همچنان در زمینه حفظ و معرفی زبان و تاریخ گیلان و مازندران روی کاغذ و به صورت چاپی منتشر می‌شود. این نشریه از جمله منابع ایران‌شناسی به‌شمار می‌رود. در سال ۲۰۰۷ چهل و هشتمین دوره از برنامه‌های شب‌های بخارا در خانه هنرمندان در سالگرد تأسیس این مجله به آن اختصاص داده شد.

## ویژه‌نامه‌ها
دوماه‌نامه گیله‌وا تا کنون ویژه‌نامه‌های متعددی در زمینه شعر و داستان گیلکی، ویژه صدمین شماره گیله‌وا، و چند ویژه‌نامه دربارهٔ فرهنگ و تاریخ نقاط مختلف گیلان منتشر کرده‌است که از آن جمله می‌توان به ویژه‌نامه‌های لشت نشاء، تالش و دو ویژه نامه دربارهٔ منطقه خشکبیجار اشاره نمود که به همت همکاران جوان گیله‌وا در این مناطق تهیه و تدوین شده‌است. در سال هفتاد و نه ویژه‌نامه داستان‌نویس و نمایشنامه‌نویس مطرحی همچون اکبر رادی در گیله‌وا منتشر شد.

## ریشه‌شناسی
«گیله‌وا» نام تنها باد از میان همهٔ بادهای توفان‌زا و باران‌زا در گیلان و مازندران است که منشأ خوشی هوا و ازدیاد و فراوانی صید و به شکوفه نشستن درختان شمرده می‌شود.